# Nanami Tanabe
Pour les articles homonymes, voir Tanabe.
Nanami Tanabe (田邉 奈菜美, Tanabe Nanami), née le 10 novembre 1999, est une chanteuse de J-pop, ex-membre du groupe Shugo Chara Egg!.

## Biographie
Nanami Tanabe entre au Hello! Project à 10 ans en 2009 après avoir remporté l'audition Shugo Chara! Amulet Diamond Audition pour intégrer le groupe Shugo Chara Egg! - 2e génération.

## Musique
Groupe
Shugo Chara Egg! (2009)

## Liens
- Ressource relative à la musique :   - MusicBrainz
- Ressource relative à l'audiovisuel :   - IMDb
- (ja) Profil officiel avec Shugo Chara Egg!